# Rivière Boisvert (rivière Mistassibi Nord-Est)
Pour les articles homonymes, voir Boisvert et Rivière Boisvert.
La rivière Boisvert est un affluent de la rivière Mistassibi Nord-Est, coulant dans le territoire non organisé de Passes-Dangereuses, dans la municipalité régionale de comté (MRC) de Maria-Chapdelaine, dans la région administrative de Saguenay–Lac-Saint-Jean, dans la province de Québec, au Canada,.
La vallée de la rivière Boisvert est surtout desservie indirectement par la route forestière R0256 (côté Ouest de la rivière Mistassibi) et la R0257 (vallée de la rivière Mistassibi Nord-Est) pour les besoins de la foresterie et des activités récréotouristiques. Plusieurs autres routes forestières secondaires desservent le territoire.
La foresterie constitue la principale activité économique du secteur ; les activités récréotouristiques, en second.
La surface de la rivière Boisvert est habituellement gelée de la fin novembre au début avril, toutefois la circulation sécuritaire sur la glace se fait généralement de la mi-décembre à la fin mars.

## Géographie
Les principaux bassins versants voisins de la rivière Boisvert sont :
- côté nord : rivière Mistassibi, rivière Mistassibi Nord-Est, rivière à François, rivière du Sapin Croche ;
- côté est : rivière Mistassibi Nord-Est, rivière du Sapin Croche, rivière Henri, rivière Lapointe, rivière au Serpent ;
- côté sud : rivière Mistassibi, ruisseau Maltais, rivière aux Rats ;
- côté ouest : lac Paterson, rivière Mistassibi, rivière aux Rats, rivière Samaqua[2].

La rivière Boisvert prend sa source à l’embouchure du lac Galinier (longueur : 1,2 km ; altitude : 522 m) dans le territoire non organisé de Passes-Dangereuses. L’embouchure du lac de tête est située à :
- 3,6 km au Nord-Est du lac au Foin lequel est traversé vers le Sud-Est par la rivière Mistassibi ;
- 5,1 km au Nord-Ouest du lac Boisvert ;
- 9,4 km au Sud-Ouest de la route forestière R0257 ;
- 11,0 km au Sud-Ouest de la confluence de la rivière Henri et de la rivière Mistassibi Nord-Est ;
- 18,6 km au Nord-Ouest de la confluence de la rivière Boisvert et de la rivière Mistassibi[2].

À partir de sa source, la rivière Boisvert coule sur 13,6 km vers le sud-ouest entièrement en zone forestière sur un dénivelé de 273 m, selon les segments suivants :
- 2,8 km vers le Nord-Est, notamment en traversant un premier lac non identifié (longueur : 1,3 km ; altitude : 523 m) sur sa pleine longueur, puis un second lac non identifié sur 0,8 km un lac (longueur : 1,1 km de forme triangulaire ; altitude : 513 m), jusqu’à son embouchure ;
- 1,4 km vers le Sud-Est en recueillant trois décharges de lacs, en traversant un petit lac et en courbant vers l’Est, jusqu’à la rive Nord-Ouest du lac Boisvert ;
- 1,0 km vers le Sud-Est en traversant le lac Boisvert (longueur : 1,3 km ; altitude : 454 m), jusqu’à son embouchure ;
- 5,0 km vers le Sud-Est relativement en ligne droite, en recueillant la décharge (venant du Sud-Ouest) de deux lacs, jusqu’à un coude de rivière ;
- 3,4 km vers l’Est en formant une boucle vers le Nord en début de segment et en recueillant trois ruisseaux, jusqu’à son embouchure[2].

La rivière Boisvert se déverse dans un coude de rivière sur la rive nord de la rivière Mistassibi. Cette confluence est située à :
- 10,3 km au Nord-Est du cours de la rivière Mistassibi ;
- 25,0 km au Sud-Ouest du cours de la rivière au Serpent ;
- 45,1 km au Sud-Ouest du lac Péribonka ;
- 111,1 km au Nord-Ouest de la confluence de la rivière Mistassibi Nord-Est et de la rivière Mistassibi ;
- 39,4 km au Nord-Ouest de la confluence de la rivière Mistassibi avec la rivière Mistassibi Nord-Est ;
- 130,6 km au nord de l’embouchure de la rivière Mistassini (confluence avec le lac Saint-Jean) ;
- 140 km au Nord-Ouest de l’embouchure du lac Saint-Jean[4],[2].

À partir de l’embouchure de la rivière Boisvert, le courant descend le cours de la rivière Mistassibi Nord-Est sur 39,2 km vers le Sud, le cours de la rivière Mistassibi sur 99,2 km vers le Sud, le cours de la rivière Mistassini sur 24,6 km d’abord vers l’Est, puis vers le Sud-Ouest. À l’embouchure de cette dernière, le courant traverse le lac Saint-Jean sur 42,7 km vers l’est, puis emprunte le cours de la rivière Saguenay vers l’est sur 155 km jusqu'à la hauteur de Tadoussac où il conflue avec le fleuve Saint-Laurent.

## Toponymie
Le terme « Boisvert » constitue un prénom et un patronyme de famille d’origine française.
Le toponyme de « rivière Boisvert » a été officialisé le 5 décembre 1968 à la Banque des noms de lieux de la Commission de toponymie du Québec.